# Круша-Подльотова
Круша-Подльотова (пол. Krusza Podlotowa, нім. Kleinkruscha) — село в Польщі, у гміні Іновроцлав Іновроцлавського повіту Куявсько-Поморського воєводства.
Населення — 155 осіб (2011).
У 1975-1998 роках село належало до Бидгощського воєводства.

## Демографія
Демографічна структура станом на 31 березня 2011 року:
|          | Загалом | Допрацездатний вік | Працездатний вік | Постпрацездатний вік |
| -------- | ------- | ------------------ | ---------------- | -------------------- |
| Чоловіки | 81      | 17                 | 54               | 10                   |
| Жінки    | 74      | 9                  | 48               | 17                   |
| Разом    | 155     | 26                 | 102              | 27                   |